# Myriochele olgae
Myriochele olgae är en ringmaskart som beskrevs av Blake in Blake, Hilbig och Scott 2000. Myriochele olgae ingår i släktet Myriochele och familjen Oweniidae. Inga underarter finns listade i Catalogue of Life.